# Estação Ferroviária de Guilharei

A Estação Ferroviária de Guillarei é uma gare de caminhos de ferro da Linha Monforte de Lemos-Redondela, que funciona como entroncamento com o Ramal Internacional de Valença, e que serve a paróquia de Guilharei, pertencente ao município de Tui e à Província de Pontevedra, na Galiza.

Fotografias de comboios na estação de Guilharei
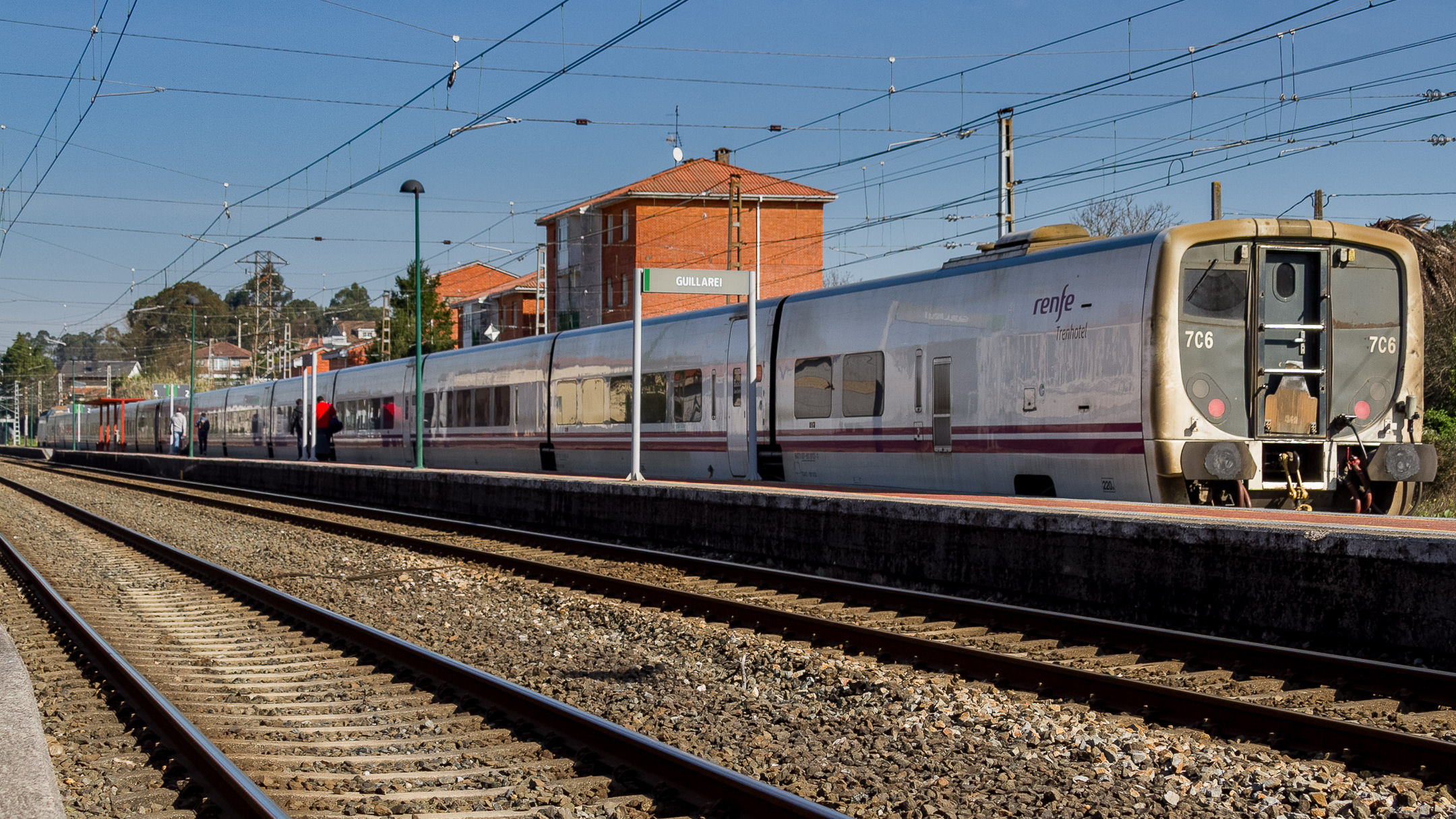
Um "Trenhotel" da RENFE procedente da Barcelona com destinação a Vigo fazendo uma paragem na estação de Guilharei.
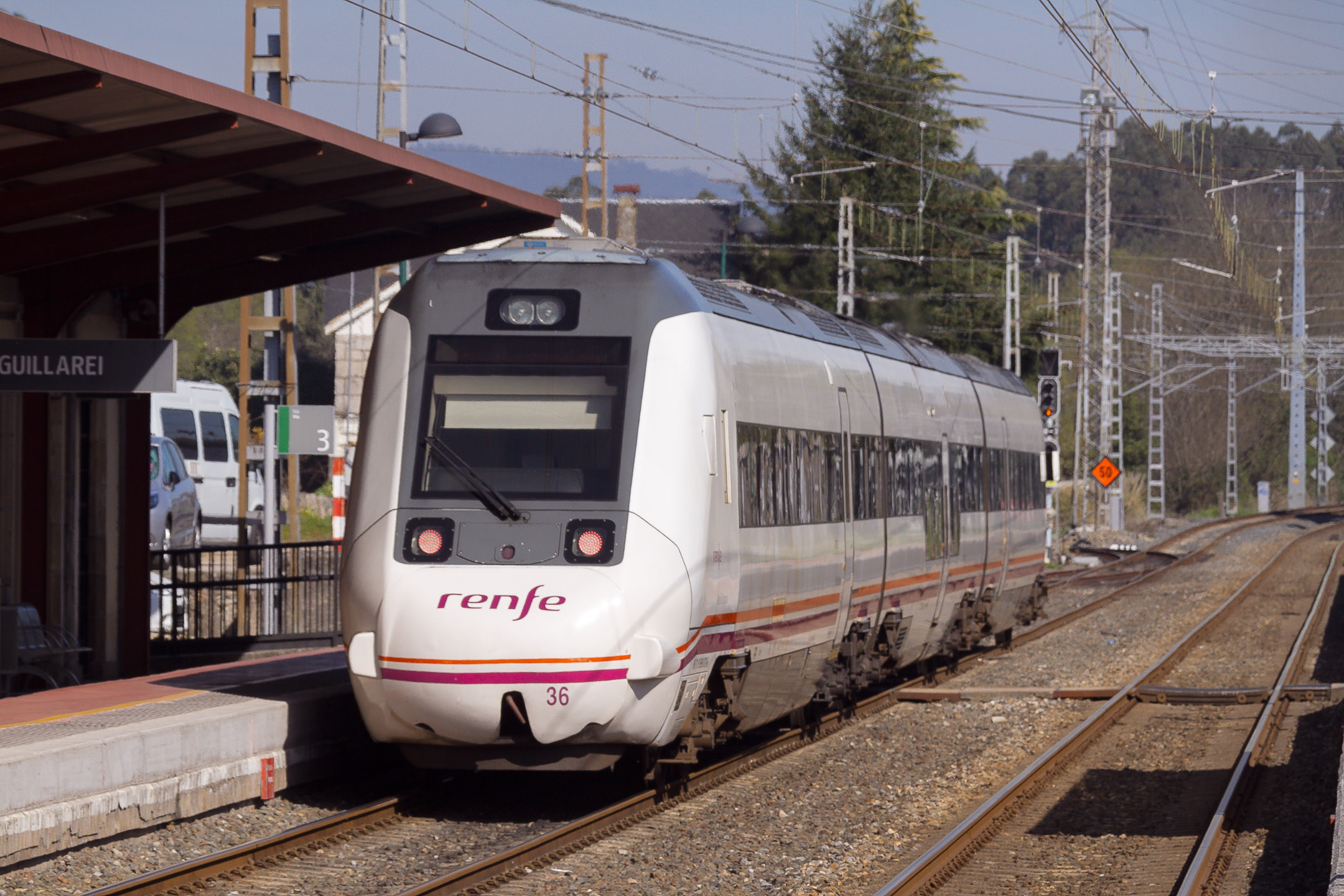
Um comboio de "Media Distancia" da RENFE entrando na estação de Guilharei procedente do Vigo, onde remata o seu percorrido para logo voltar a Vigo.
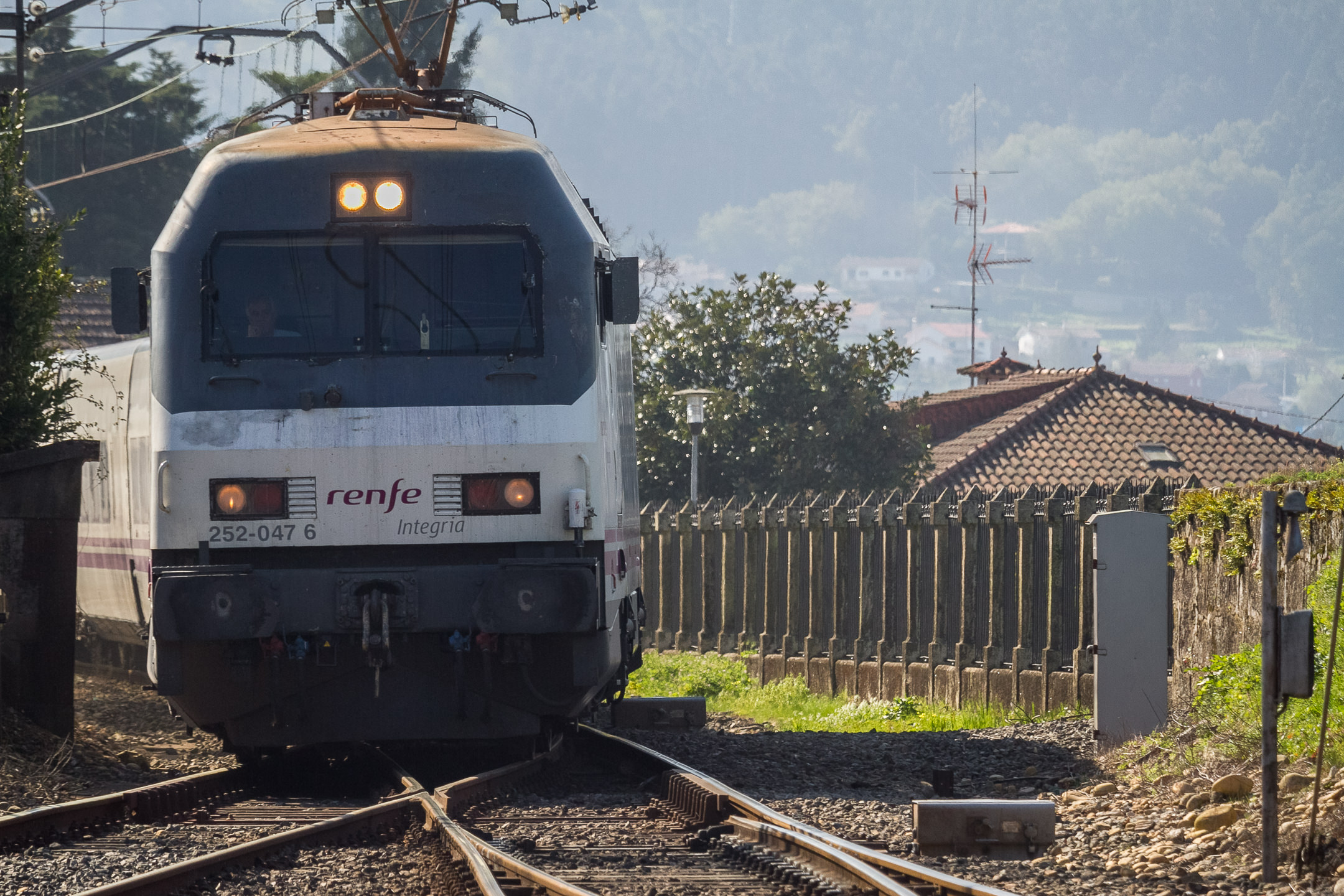
Um "Trenhotel" da RENFE procedente da Barcelona com destinação a Vigo fazendo uma paragem na estação de Guilharei.